# Kochari
Le kochari ou koschari (كشرى, [ˈkoʃæɾi]) est une spécialité culinaire égyptienne.

## Dénomination et étymologie
Dans les livres égyptiens de la Genèse, le terme égyptien ancien koshir, kushir ou kwšr (issu de la racine KŠR) aurait signifié "nourriture des rites des dieux".
De nos jours le koshari est surnommé "nourriture des pauvres" .

## Histoire et origine
En Égypte antique, le koshir était un plat de petit-déjeuner composé de lentilles, de blé, de pois chiches, d'ail et d'oignons cuits ensemble dans des pots d'argile. On a prétendu que le récit original du livre remontait à Manéthon. Cependant, dans les œuvres rassemblées de Manéthon, aucune mention de Koshir n'a pu être trouvée. Le mot n'a rien à voir avec les lois alimentaires juives connues sous le nom de Kosher. Un prêtre d'Héliopolis l'a décrit comme un aliment à consommer après le jeûne du 11e jour de Pachon, un mois de l'ancien calendrier égyptien.
En 1853, dans son livre "Journey to Egypt and the Hijaz" (Voyage en Égypte et au Hedjaz), l'explorateur Richard Burton a décrit le koshary comme le petit-déjeuner des habitants de Suez. Il se composait de lentilles égyptiennes, de riz, de beurre, d'oignons et de citrons marinés.
Le koshary était vendu sur des chariots de nourriture dans les premières années, avant d'être introduit dans les restaurants.

## Préparation
De nos jours ce plat est le plus souvent préparé à partir d'un mélange ou de strates de riz, de pâtes de type macaronis, de lentilles brunes et d'oignons frits. Il est agrémenté de sauce tomate et, selon les préférences, d'une sauce rouge au piment rouge.
Il est quelque peu apparenté à la cuisine méditerranéenne, mais le plat égyptien contient des ingrédients et des saveurs différents, en particulier la sauce au citron locale égyptienne, qui lui donne le goût unique pour lequel ce plat est populaire.
Naturellement le kochari traditionnel ne contenait pas de pâtes, dont l'ajout est une innovation moderne historiquement récente.
Ce plat est très populaire parmi les ouvriers et les travailleurs et convient parfaitement aux événements de restauration collective tels que les conférences. Il peut être préparé à la maison et est également servi dans les échoppes et les restaurants de bord de route dans toute l'Égypte ; certains restaurants se spécialisent dans le koshary à l'exclusion d'autres plats, tandis que d'autres le proposent comme un élément parmi d'autres. Comme le koshary préparé traditionnellement ne contient aucun produit animal, il peut être considéré comme végétalien, à condition que toute la friture soit faite à l'aide d'une huile végétale.